# Eroberung von Jerusalem (70 n. Chr.)
Die Eroberung von Jerusalem durch Truppen des Römischen Reiches im Jahr 70 im Jüdischen Krieg war ein wichtiges Ereignis in der Geschichte des jüdischen Volkes. Der Jerusalemer Tempel wurde zerstört, seine Kultgeräte erbeutet und später im Triumphzug in Rom mitgeführt. Für die Römer bedeutete die Einnahme von Jerusalem den strategischen Sieg über Judäa, der mit der Einnahme der Palastfestung Masada im Jahr 73 oder 74 vollendet wurde.

## Vorgeschichte

Stadtplan Jerusalems im 1. Jahrhundert

Im Mai des Jahres 66 begannen die jüdischen Zeloten in Judäa einen Aufstand gegen die römische Besatzung und konnten einige Anfangserfolge erzielen. Daraufhin entsandte der römische Kaiser Nero im Oktober ein Heer unter dem Kommando von Vespasian, um die Unruhen in Judäa zu beendigen. Dessen 26-jähriger Sohn Titus begleitete ihn. Vespasian wurden die drei Legionen Legio V Macedonica, Legio X Fretensis und Legio XV Apollinaris zur Verfügung gestellt. Titus befehligte als Legat die fünfzehnte Legion. Insgesamt verfügte Vespasian inklusive Hilfstruppen über ein Heer von etwa 60.000 Mann. Die Größe des Heeres und die wichtige Position des noch recht unerfahrenen Titus, der bis dahin noch nicht einmal Praetor gewesen war, zeigen das Vertrauen, das der Kaiser immer noch in die beiden Flavier setzte. Im Jahr 67 konnte Vespasian den Aufstand in Galiläa, in Transjordanien und im Küstenstreifen beenden. Damit war Judäa von drei Seiten umstellt.
Im Sommer 68 beging Nero Selbstmord. Es kam zu Wirren im Römischen Reich, die als das Vierkaiserjahr (69) bezeichnet werden. An dessen Ende wurde Vespasian zum neuen Kaiser ausgerufen, weil er sich auf die Unterstützung der Statthalter und Legionen des Orients stützen konnte. Er kehrte nach Rom zurück, um den Kaiserthron für sich zu sichern. Titus blieb in Judäa zurück und hielt durch Verhandlungen mit den Kommandeuren der dort stationierten Legionen seinem Vater den Rücken frei. Er sollte den Feldzug zu Ende bringen.

## Innerjudäische Streitigkeiten
Viele Rebellen aus Galiläa flohen nach Jerusalem. Schon bald eskalierten die Streitigkeiten zwischen den verschiedenen Aufstandsgruppen. Grundsätzlich standen sich zwei Lager gegenüber: die, die weiter kämpfen wollten, und die Gemäßigten um den Hohepriester, die auf Verhandlungen setzten. Schließlich drang Johanan ben Levi in den Tempelbezirk ein, forderte ein Ende der Verhandlungen und bezichtigte den Hohepriester und die Gemäßigten des Versagens und des Verrats. Der Hohepriester ließ mit seinen Getreuen die Extremisten auf dem Tempelberg festsetzen. Aber Johanan ben Levi und seine Genossen konnten sich befreien. Sie nahmen die Gemäßigten gefangen und brachten sie später um. In dem Machtvakuum, das nach dem Tod der gemäßigten Führer und des Hohepriesters entstand, stritten sich rivalisierende Extremisten, unter ihnen Zeloten, Sikarier, Sadduzäer und Idumäer, um die Vormacht in Jerusalem. Etwa 25.000 Menschen verteidigten Jerusalem, geschützt von gigantischen Befestigungsanlagen.

## Die Belagerung

Karte zur Eroberung Jerusalems (blaue Pfeile: vorrückende römische Legionen und deren Verbündete)

Titus begann die Belagerung Jerusalems im März des Jahres 70, genau am Tag des Pessach-Festes. Nach Flavius Josephus, dem ehemaligen jüdischen Militärkommandeur von Galiläa, der Titus begleitete, hielten sich ca. 3 Millionen Menschen in der Stadt auf. Titus erreichte mit der Legio XII Fulminata und der Legio XV Apollinaris von Norden kommend die Stadt und errichtete im Westen sein Lager. Dort schloss sich ihm die Legio V Macedonica von Emmaus kommend an. Die Legio X Fretensis von Jericho kommend lagerte im Osten am Ölberg.
Titus verwendete das gesamte Arsenal der römischen Belagerungswaffen von Türmen, Katapulten, Onagern und Rammböcken. Damit durchbrachen seine Legionen in weniger als vier Wochen die äußeren beiden von drei Mauern im Westen der Stadt und drangen in die nördliche Vorstadt ein.

## Die Eroberung
In der eroberten Neustadt hinter der dritten Mauer errichtete Titus sein zweites Lager. Mitte Juni wurde der Versuch, die Burg Antonia zu erobern, von den Verteidigern zunächst abgewehrt. Anfang Juli ließ Titus einen etwa 8 km langen Belagerungswall um den noch nicht eroberten Teil von Jerusalem errichten. In Jerusalem brach eine Hungersnot aus. Vom 20. bis 22. Juli 70 wurde bei einem erneuten Angriff der Römer die Burg Antonia, die nördlich des Tempelplatzes lag, erobert und niedergebrannt. Dieser strategisch wichtige Punkt ermöglichte die Kontrolle über den Tempelbezirk.
Die innere Stadt und der Tempel hielten bis Anfang August der Belagerung stand. Nachdem die Soldaten den äußeren Hof des Tempels erreicht hatten, brannten sie das Bauwerk nieder und töteten alle, die nicht schon vorher aus Nahrungsmangel oder durch Selbstmord gestorben waren.

„Da stürzten sich die einen freiwillig in die Schwerter der Römer, die andern erschlugen sich gegenseitig, andere brachten sich selbst um, wieder andere sprangen in die Flammen. Und es schien für alle nicht so sehr Verderben, sondern eher Sieg und Heil und Gnade zu bedeuten, mit dem Tempel zusammen unterzugehen.“

Am 30. August eroberten die Römer die Ober- und Unterstadt mit dem Palast des Herodes. Kleinere Gruppen von jüdischen Kämpfern entkamen durch versteckte Tunnel. Am 7. September 70 war die Stadt vollkommen in römischer Hand. Nach Flavius Josephus kamen bei der Eroberung etwa 1,1 Millionen Menschen ums Leben, laut dem römischen Geschichtsschreiber Tacitus 600.000. Diese Angaben dürften allerdings, wie viele Zahlen in antiken Schriftquellen, übertrieben sein.

### Die Zerstörung des Tempels
Ob die Zerstörung des Tempels von Jerusalem Absicht war oder eher zufällig im Zuge der Eroberung der Stadt geschah, ist strittig. Flavius Josephus schreibt, Titus habe den Tempel retten wollen:

„Es lag ihm nämlich sehr viel daran, für sich selbst die Stadt und für diese den Tempel zu retten.“

Josephus’ Berichte aus seinem Bellum Judaicum sind aber mit Vorsicht zu genießen. Er war als vormaliger Gegner der Römer im Jüdischen Krieg von der Gnade der flavischen Kaiser abhängig und hatte daher Gründe, ihre Taten in einem guten Licht darzustellen.
Der spätantike Geschichtsschreiber Sulpicius Severus überliefert zudem eine abweichende Information, die vermutlich auf den Bericht des Tacitus in einem nicht erhaltenen Teil seiner Historiae zurückgeht. Dem zufolge sei die Zerstörung des Tempels eine bewusste Entscheidung gewesen.
Für beide Thesen lassen sich Argumente finden. Die Juden zahlten lange Zeit Steuern an den Tempel von Jerusalem. Nachdem Titus’ Vater Vespasian der neue Kaiser geworden war, führte er den Fiscus Judaicus ein, eine Steuer, die die Juden nun an Rom anstatt an den Tempel von Jerusalem zu zahlen hatten. Gleichfalls blieb den Juden die Ausübung ihrer Religion erlaubt, auch andere Tempel blieben offen.

## Weitere Entwicklung

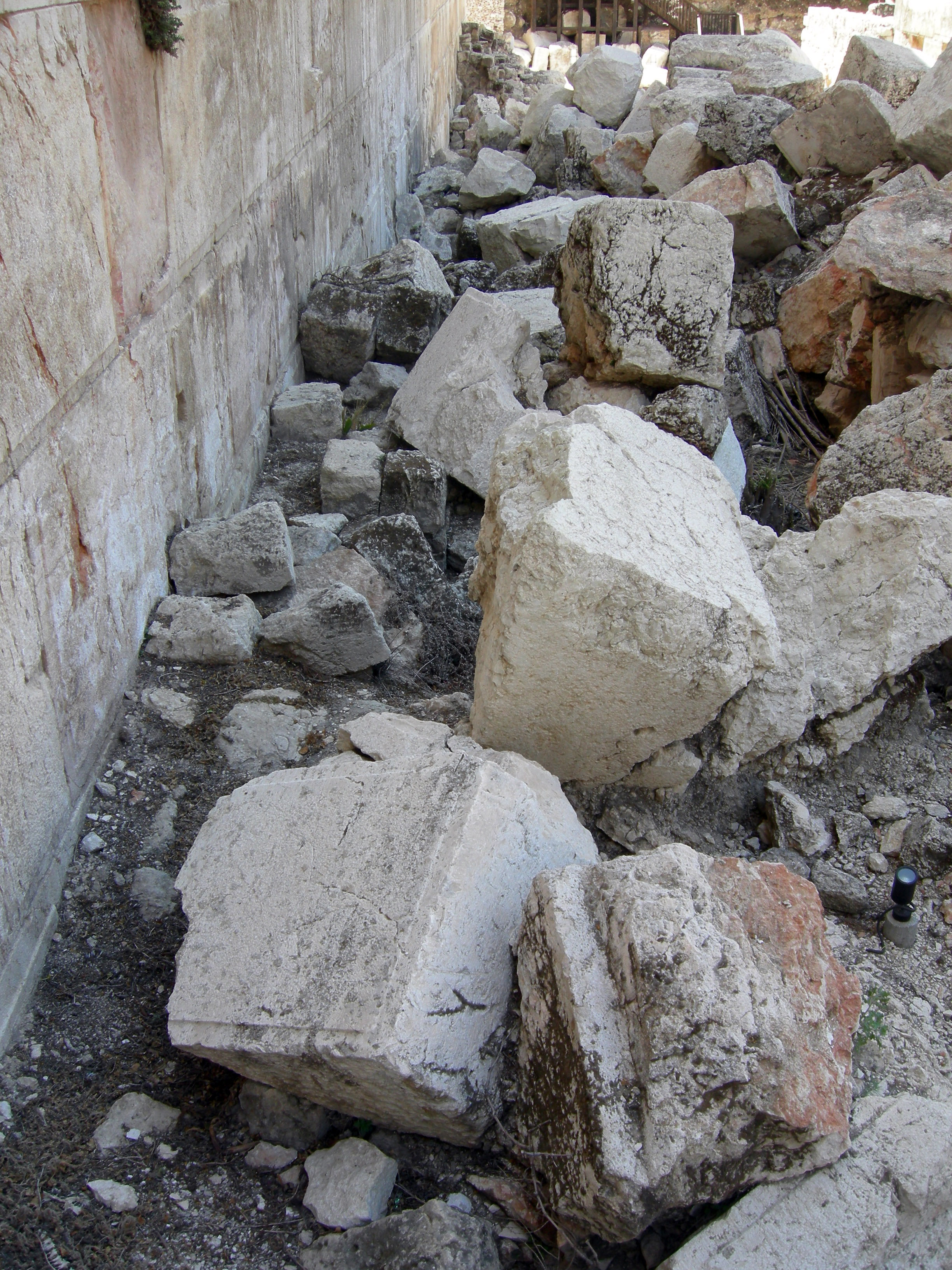
Ausgegrabene Mauersteine des zweiten Jerusalemer Tempels, die durch den Angriff der Römer im Jahr 70 n. Chr. herausgebrochen worden waren

Die Belagerung Jerusalems hatte gezeigt, dass Titus ein zwar wenig innovativer, aber dennoch sehr fähiger Heerführer war. Er verbrachte den auf die Eroberung folgenden Winter mit Gladiatorenspielen und der Bestrafung überlebender Gefangener. Im Juni 71 kehrte er als Imperator nach Rom zurück. Gemeinsam mit seinem Vater feierte er dort den aufwendigen Triumph über Judäa. Daran erinnern die Triumphzug-Reliefs des Titusbogens auf dem Forum Romanum. Mit der im jüdischen Feldzug gewonnenen Beute, insbesondere dem geplünderten Tempelschatz von Jerusalem, finanzierte Titus unter anderem den Bau des Kolosseums auf dem Gelände des geschleiften Neropalastes in Rom.

## Folgen
Der Tempel wurde zerstört und bis heute nicht wieder aufgebaut. Lediglich die Westmauer blieb erhalten. An die Zerstörung des Tempels erinnern sich die Juden am Fastentag Tischa beAv. Mit der Einnahme Jerusalems war der Feldzug in Judäa im Wesentlichen beendet. Die letzten Aufständischen, die sich nach dem Fall der Stadt in die Bergfestung Masada zurückgezogen hatten, konnten sich noch bis 73 den römischen Legionen widersetzen. Die von ihnen ausgehende Gefahr für den Erfolg des Feldzuges war jedoch nicht groß. Für die jüdische Bevölkerung bedeutete die Eroberung der Stadt den endgültigen Verlust einer politischen Autonomie. Viele verließen die Stadt. Die bereits vor dem Krieg festzustellenden Bestrebungen, das religiöse Leben neu zu organisieren, wurden unter dem Eindruck der neuen Bedingungen umgesetzt. Es kam zur Ausbildung des rabbinischen Judentums, denn als Folge der Tempelzerstörung endete der Opferkult, und das Amt des Hohepriesters verlor seine Grundlage. Der Sanhedrin als Organ der jüdischen Selbstverwaltung wurde nach Javne verlegt. Die seit 44 v. Chr. bestehende römische Provinz Judaea erhielt einen Statthalter prätorischen Ranges mit einer ständig stationierten Legion.